# Strophanthus arnoldianus
Strophanthus arnoldianus är en oleanderväxtart som beskrevs av De Wild. och T.Durand. Strophanthus arnoldianus ingår i släktet Strophanthus och familjen oleanderväxter. Inga underarter finns listade i Catalogue of Life.